# Nicolás Bravo 1ra. Sección, Pichucalco
Nicolás Bravo 1ra. Sección är en ort i Mexiko.   Den ligger i kommunen Pichucalco och delstaten Chiapas, i den sydöstra delen av landet, 700 km öster om huvudstaden Mexico City. Nicolás Bravo 1ra. Sección ligger 126 meter över havet och antalet invånare är 263.
Terrängen runt Nicolás Bravo 1ra. Sección är huvudsakligen kuperad, men åt nordost är den platt. Runt Nicolás Bravo 1ra. Sección är det ganska tätbefolkat, med 67 invånare per kvadratkilometer. Närmaste större samhälle är Pichucalco, 6,3 km norr om Nicolás Bravo 1ra. Sección. Trakten runt Nicolás Bravo 1ra. Sección består till största delen av jordbruksmark.